# Monasterio del Desierto (Calanda)
El Monasterio del Desierto de Calanda, España, fue un antiguo monasterio de Carmelitas Descalzos. Queda un edificio barroco de grandes dimensiones, semiarruinado, a unos 12 km de Calanda y al que no es fácil acceder debido a lo agreste del paraje donde se ubica. Debido a su mal estado de conservación, este monumento ha sido incluido en la Lista Roja de Patrimonio de la organización Hispania Nostra. Está catalogado como Bien catalogado del patrimonio cultural aragonés con el identificador autonómico 1-INM-TER-028-051-007, estando recogida su declaración en el Boletín Oficial de Aragón del 19 de abril de 2004. En 2022 el Ayuntamiento de Calanda, tras comprarlo a una sociedad de agricultores por una cuantía simbólica –93.000 euros– y finalizar los trámites que lo convierten en el propietario legal del edificio, se decidió a reconstruir el monasterio del Desierto.

## Historia
Bajo la advocación de San Elías, el monasterio fue fundado en 1682, alargándose su construcción hasta 1701,. Hubo de ser reconstruido en varias ocasiones: en 1705 por los desperfectos causados por la Guerra de Sucesión Española,, en 1708 a causa de un incendio y más tarde, en 1809, por los daños sufridos en la Guerra de la independencia española, volviéndose a utilizar como monasterio a partir de 1814. Pese a las varias reconstrucciones se mantuvo la disposición y estructura original.
Llamado del Desierto, por su emplazamiento en una zona prácticamente deshabitada, y por ser el usual emplazamiento carmelitana que buscaba la austeridad y recogimiento, en un entorno alejado del mundanal ruido.
Aunque en sus orígenes fue una torre de campo de una familia, a ésta se le añadió la construcción del monasterio que según dicen los escritos llegó a tener 40 religiosos, de la Orden de los Carmelitas Descalzos. Fue debido a su aislamiento en medio de los montes que los frailes eligieron esta ubicación, dado que buscaban un sitio apartado de las poblaciones, para vivir en la paz de sus rezos y trabajos.
Dicen los escritos que en el año 1835, la comunidad del monasterio estaba formada por 24 sacerdotes, 18 profesores de coro, 8 legos (el que siendo profeso no tiene opción a las sagradas órdenes -fraile-) y donados. Como servidores 2 escolanos, 2 cabrerizos, 5 labradores para las tierras de la Val de la Comuna y un guarda de camino. Pese a ello, en 1836 con el proceso de desamortización de Mendizábal pasó a manos privadas, siendo vendido en 1842 a Antonio Calvo, y permaneciendo desde entonces en propiedad privada.

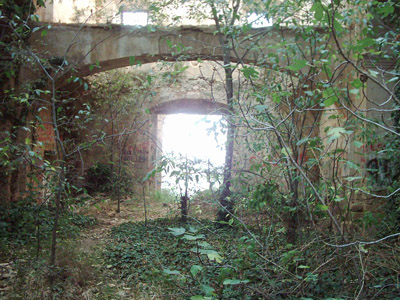
Puerta principal

A pesar de su abandono y su estado de ruina actual, todavía conserva su estructura original. Es una obra suntuosa de cuatro plantas. Iglesia de una sola nave, planta rectangular y 8 altares. El Convento del Desierto es conocido como el "Escorial aragonés", por sus grandes dimensiones.

El Monasterio del Desierto de Calanda fue un lugar de retiro, meditación, tranquilidad… hasta que llegaron los conflictos armados y humanos. Hoy el Monasterio de los Carmelitas descalzos en Calanda sigue afianzando su pálpito más elemental y pacífico. Desde el exterior, cuando lo miras, se muestra ante la mirada como un lugar reservado y frío, por el paso de los años; pero estamos seguros que si alguien nos podría mirar desde su interior, no nos vería así. Seguramente que lo haría con ojos cálidos sonriéndonos e invitándonos a que ayudemos a restaurar, como marca la regla cisterciense, sus mayores cimientos sin olvidarse de los más simples. Así, todos, podríamos mirar como cae la tarde de un invierno que ya se ve socorrido por la primavera.

## Descripción

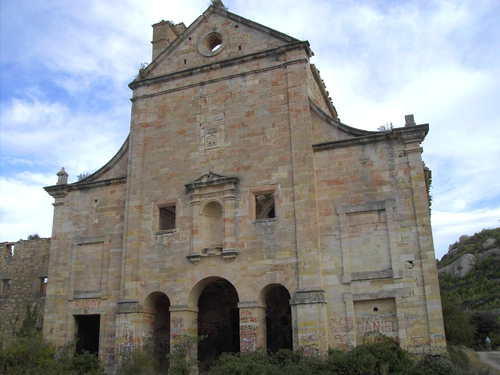
Fachada de la iglesia del monasterio

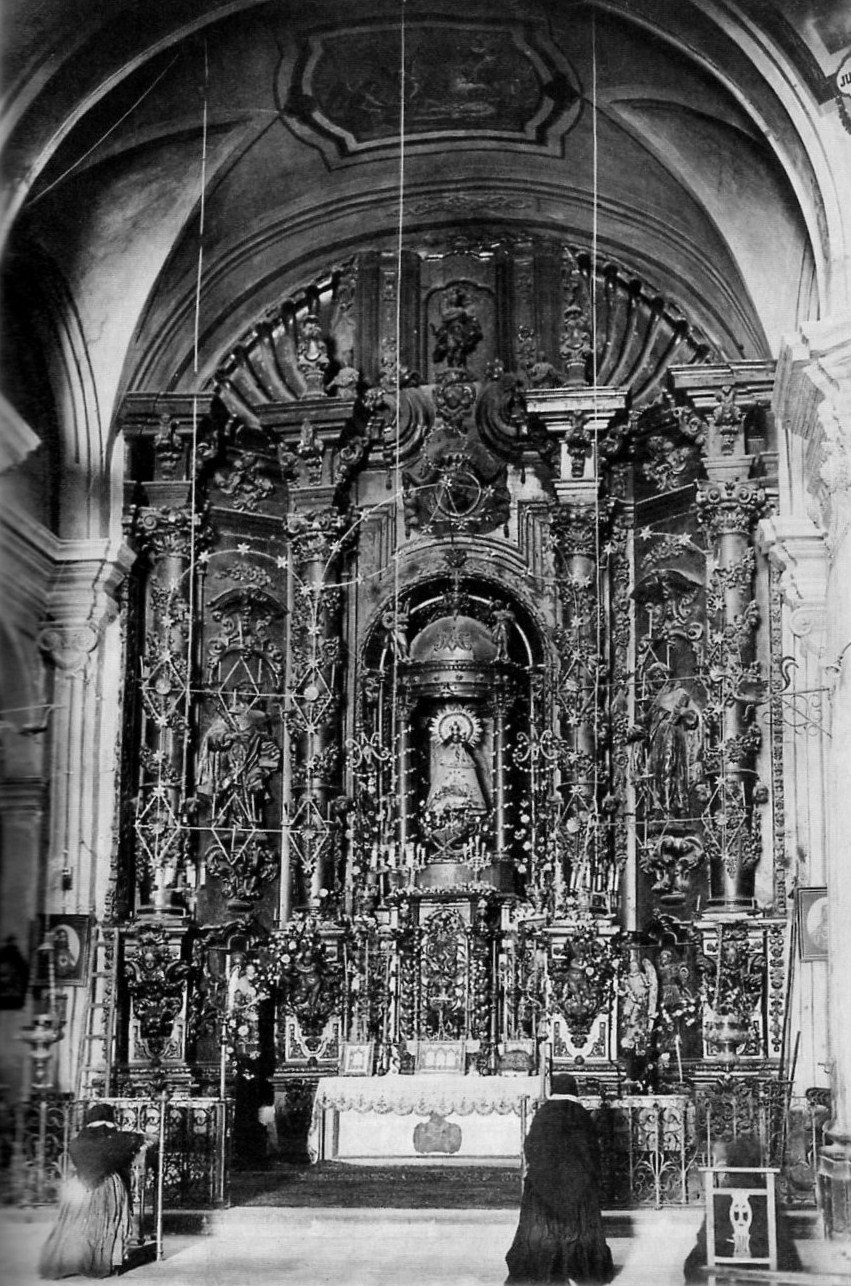
El altar Mayor, trasladado al Templo del Pilar y destruido por las milicias rojas en 1936

El monasterio propiamente dicho está formado por un edificio de dimensiones considerables y fábrica de mampostería con sillares de refuerzo, en el que destaca la presencia de un templo construido siguiendo el estilo barroco, un claustro destinado a las procesiones y un bloque de celdas para uso de los frailes.
Además el complejo contaba con otras construcciones que se utilizaban para los menesteres de la vida en comunidad: biblioteca, sala capitular, refectorio, cocina, enfermería, bodegas, establos, almacenes, molino, fuente, nevera (la cual se encuentra en perfecto estado de conservación), campos para el cultivo…
Disponía el monasterio de una explanada frontal a la entrada de la Iglesia (de una sola nave y con ocho altares) de 22 m². El altar mayor, construido con madera de los pinares aledaños a raíz de la exclaustración del año 1835, y como consecuencia de la Desamortización de Mendizábal, fue trasladado al Templo del Pilar de la villa y quemado en el año 1936, durante la guerra civil.
Las dos campanas del monasterio fueron también al Pilar de Calanda, pagadas por la mayordomía antes de que la comunidad saliera. Fueron fundidas en 1784. Una de ellas, rajada por un cañonazo en la Primera Guerra Carlista, en 1838. Ambas fueron tiradas del campanario del Pilar en 1936 y utilizadas en Barcelona para fines bélicos.
NOTA: El Desierto de Calanda no es un convento, como se le denomina popularmente, sino un monasterio que viene del término griego μόνος (mono: uno, único, solo), en relación con los primeros cristianos que decidieron apartarse del mundo para vivir en pobreza y oración, en lugares apartados que en un momento dado empezaron a reunirse en pequeñas comunidades. Así, un monasterio sería un grupo de μόνοi que deciden vivir en comunidad alejados de la sociedad, y fuera del pueblo, bajo una regla de vida en común. En cambio convento son las comunidades de frailes que buscan diferenciarse de los monjes y en vez de vivir en un monasterio, apartados de la sociedad y autosuficientes, lo hacen dentro de una población en una casa humilde a la que llaman “convento”, de convenire en latín (venir con, reunirse) porque no quieren apartarse de la gente sino asistirla y evangelizarla.